# Prudentino Futebol Clube
O Prudentino Futebol Clube é um clube brasileiro de futebol da cidade de Presidente Prudente, interior do estado de São Paulo. Atualmente está licenciado do Campeonato Paulista.

## História
Após ser fundado no dia 29 de Janeiro de 2001, para disputar a Série B3 do Campeonato Paulista, o Prudente Futebol Clube teve que mudar de nome para Prudentino Futebol Clube.
Tudo porque na cidade existe uma equipe de futebol com o nome de Presidente Prudente Futebol Clube, inclusive com o nome registrado no INPI, órgão responsável pelo controle de marcas e patentes no Brasil. O presidente do Presidente Prudente, Roque Grosso, disse que se o Prudente Futebol Clube fosse inscrito na B3 com este nome ele ingressaria na justiça para resguardar seus direitos.
Diante do impasse e para não polemizar, o presidente do Prudente, Julio Omar Rodrigues, propôs que a imprensa da cidade realizasse uma enquete com torcedores para saber a opinião dos mesmos para um novo nome para o clube. Após a realização desta enquete foi escolhido o nome Prudentino Futebol Clube.